# Shrek!
Shrek! – to komediowa książka obrazkowa fantasy, opublikowana w 1990 roku przez amerykańskiego pisarza i rysownika Williama Steiga, opowiadająca o odrażającym zielonym potworze, który opuszcza dom, aby zobaczyć świat i ostatecznie poślubia brzydką księżniczkę. Książka została ogólnie dobrze przyjęta przez czytelników, a krytycy chwalili ilustracje, oryginalność i styl pisania. Krytycy również opisali Shreka jako antybohatera i zwrócili uwagę na zawarte w książce motywy satysfakcji i poczucia własnej wartości. Książka posłużyła jako podstawa dla pierwszego filmu Shrek (2001) z popularnej serii z udziałem Mike’a Myersa ponad dekadę po jej opublikowaniu.

## Autor
William Steig był rysownikiem w The New Yorker od 1930 do 1960 roku. Stworzył ponad 1600 kreskówek i został nazwany „Królem kreskówek”. Jednak bardzo nie lubił tworzyć reklam i zamiast tego zaczął pisać książki dla dzieci w wieku sześćdziesięciu jeden lat. Steig napisał książkę Shrek! mając osiemdziesiąt trzy lata.
Jego książki stały się znane z „graficznie powtarzających się motywów ostrej separacji i ciepłego ponownego połączenia” między rodzicami a ich dziećmi, przy jednoczesnym zachowaniu „dowcipu”, który był charakterystyczny dla jego kreskówek. Książki często zawierały również takie tematy, jak separacja i transformacja. Grafiki Steiga w jego książkach dla dzieci były znane z „bogatego” użycia kolorów i były wykonywane przy użyciu akwareli i tuszu. Porównywano je do jego kreskówek opublikowanych w The New Yorker.

## Tytuł
Imię „Shrek” jest latynizacją z języka jidysz słowa שרעק (shrek) lub שרעקלעך (shreklekh), spokrewnionego z niemieckim Schreck i oznaczającego „strach”. Książka Shrek! została opublikowana przez amerykańskie wydawnictwo Farrara, Strausa i Giroux.